# Mur de l'atelier (Hambourg)
Mur de l'atelier est une peinture à l'huile sur toile de 1872 du peintre allemand Adolph von Menzel. Elle est conservée à la Kunsthalle de Hambourg.
Deux tableaux de Menzel intitulés Mur de l'atelier nous sont parvenus ; le plus ancien date de 1852 et se trouve maintenant à la Alte Nationalgalerie de Berlin. Il montre des moulages et des préparations ou des modèles de membres humains et d'un crâne. Vingt ans plus tard, Adolph von Menzel reprend le sujet. Cette deuxième peinture est acquise par Alfred Lichtwark en 1896 et est depuis lors l'une des œuvres les plus importantes de la Kunsthalle de Hambourg. Lichtwark était particulièrement fasciné par le traitement de la lumière et de l'ombre dans l'œuvre et y voyait un lien avec le tableau Frédéric et les siens à la bataille de Hochkirch de 1856, bien que ce dernier ait été peint beaucoup plus tôt.
Une classification du tableau dans les définitions de genre courantes présente des difficultés pour le spectateur. Stephanie Hauschild a déclaré: « Cela représente un mur dans l'atelier d'un peintre, mais cela ne semble pas être un véritable atelier d'artiste, comme le décrit Velázquez. Il met le monde inanimé des choses au premier plan, mais cela ne ressemble toujours pas à une vraie nature morte. La forme fragmentaire et l’éclosion en profondeur ne correspondent ni à l’un ni à l’autre. »

## Description
Dans le tableau, Adolph von Menzel représenté une partie du mur de son atelier de la Potsdamer Straße 7, qu'il occupe de 1871 à 1875. Le motif central est constitué de divers moulages en plâtre et de matériaux de travail, éclairés par le bas, suspendus à des lattes de bois fixées à un mur peint ou tapissé en rouge. Des peintures, qui sont également accrochées à ce mur, seules de petites sections et des cadres dorés de format vertical sont visibles au bord du tableau.
Les bandes de bois montées horizontalement sur le tableau soulignent la perspective dont le point de fuite est très bas à gauche. Hauschild aborde en détail le contenu de la peinture dans son ouvrage Maler/Modelle/Mäzene (Peintres/Modèles/Mécènes) ; mais le problème est que la peinture dans son livre est représentée à l’envers. Cependant, la description se réfère apparemment à l’original hors miroir. Stéphanie Hauschild y voit, comme dans d'autres perspectives insolites choisies par Menzel, une confrontation avec les expériences visuelles de l'artiste de petite taille, mais il faut garder à l'esprit que cette perspective pourrait facilement être réalisée en exploitant la hauteur de l’atelier, qui est apparemment conséquente. Dans tous les cas, elle permet de voir les bords inférieurs d'un certain nombre de moulages en plâtre qui apparaissent comme creux.
À mi-hauteur pendent deux torses qui, selon Stéphanie Hauschild, pourraient être attribués à la Vénus de Milo et au Groupe du Laocoon, les deux représentations étant alors nettement plus petites que les originaux. Le torse féminin est à peu près au centre de la peinture et reçoit le plus de lumière ; il semble également être fait d'un matériau plus léger que le torse masculin à droite. Il se termine juste en dessous du nombril, tandis que le torse masculin est coupé plus haut. Sur la droite, en dessous du torse féminin, pend une main gauche, également très éclairée et faite d'un tissu de couleur claire, qui apparaît très large en proportion, et dont l'index droit n'est pas complet. Hauschild l'interprète comme une mention de la gaucherie de Menzel. De l'autre côté du torse féminin, juste à côté du sein droit bien éclairé, se trouve le masque mortuaire de l'historien de l'art Friedrich Eggers, qui était un ami de Menzel. Cette tête est inclinée vers l'avant, les yeux fermés ou du moins abattus, la matière grisâtre-jaunâtre. À côté se trouve le masque un peu plus clair d'un homme barbu, à côté duquel pend une tête de chien sous le crâne d'un animal.
Dans la rangée inférieure, à droite et à gauche de la grande main déjà mentionnée et d'un paquet d'outils, se trouvent quatre autres masques mortuaires, deux dans le coin inférieur droit de la peinture, deux à gauche. Selon Stéphanie Hauschild, il s'agit de Dante Alighieri et Friedrich von Schiller, un personnage non identifié et, dans le coin droit, soit Goethe, soit Richard Wagner.
Dans la rangée du haut, six têtes de portraits, ou masques, sont visibles, dont deux d'enfants ou d'angelots. Parmi eux se trouve l'autoportrait de Menzel, toujours selon Hauschild, sous la forme d'un masque mortuaire, mais les yeux ouverts, ainsi qu'un portrait de Frédéric le Grand.

## Accueil
Le tableau attire l'attention en raison de sa composition inédite : Werner Hofmann, par exemple, décrit le tableau comme un « manifeste crypté ». Menzel, qui connait les conventions picturales du XIXe siècle, fait partie des peintres qui ont découvert l'esthétique du fragment et n'ont fait aucune distinction entre la valeur des objets représentés. Hofmann voit ses assemblages de fragments comme un signe avant-coureur de la combinaison surréaliste d'objets du XXe siècle.
En revanche, la référence biographique du tableau est prise en compte : le masque mortuaire de l'historien de l'art Friedrich Eggers, décédé en 1872, est placé au centre du tableau et donne à la représentation le caractère d'une peinture commémorative.
Enfin, la peinture peut aussi être considérée de manière générale comme une réalisation du thème du Memento mori et perpétue ainsi une longue tradition artistique. Les masques mortuaires, les fragments et les crânes peuvent être considérés comme des symboles de la fugacité ; si les ciseaux et le fil sont aussi des outils du sculpteur et appartiennent à ce titre à l'intérieur d'un atelier, ils sont aussi des attributs des Parques qui coupent le fil de la vie.
Un auteur anonyme a commenté : « Plus généralement, la nature fantomatique de tous ces moulages rappelle les armures massacrées peintes par Menzel à l'hiver 1866-1867, peu après avoir achevé une période ardue de travail créatif dans l'armurerie du palais royal. Dans le Mur de l'atelier, Menzel ne présente ni une juxtaposition aléatoire d'objets ni un schéma allégorique, mais transmet plutôt la nature obsédante et éphémère d'aspects fondamentaux de l'existence humaine. En octobre 1872, date inscrite dans le coin de ce tableau, Menzel avait déjà commencé les travaux de La Forge (achevé en 1875) ».
Andrés Castro a écrit un poème sur le tableau intitulé Mur de l'atelier (1872). Ce faisant, il n'a pas tenté d'identifier les personnes représentées, se concentrant plutôt sur l'ambiance de l'œuvre et les effets de la lumière.

## Exposition
En 2008, la peinture a été présentée dans l'exposition Adolph Menzel und Lois Renner – Das Künstleratelier (Adolph Menzel et Lois Renner - L'atelier de l'artiste) à Hambourg avec des œuvres de la photographe Lois Renner.

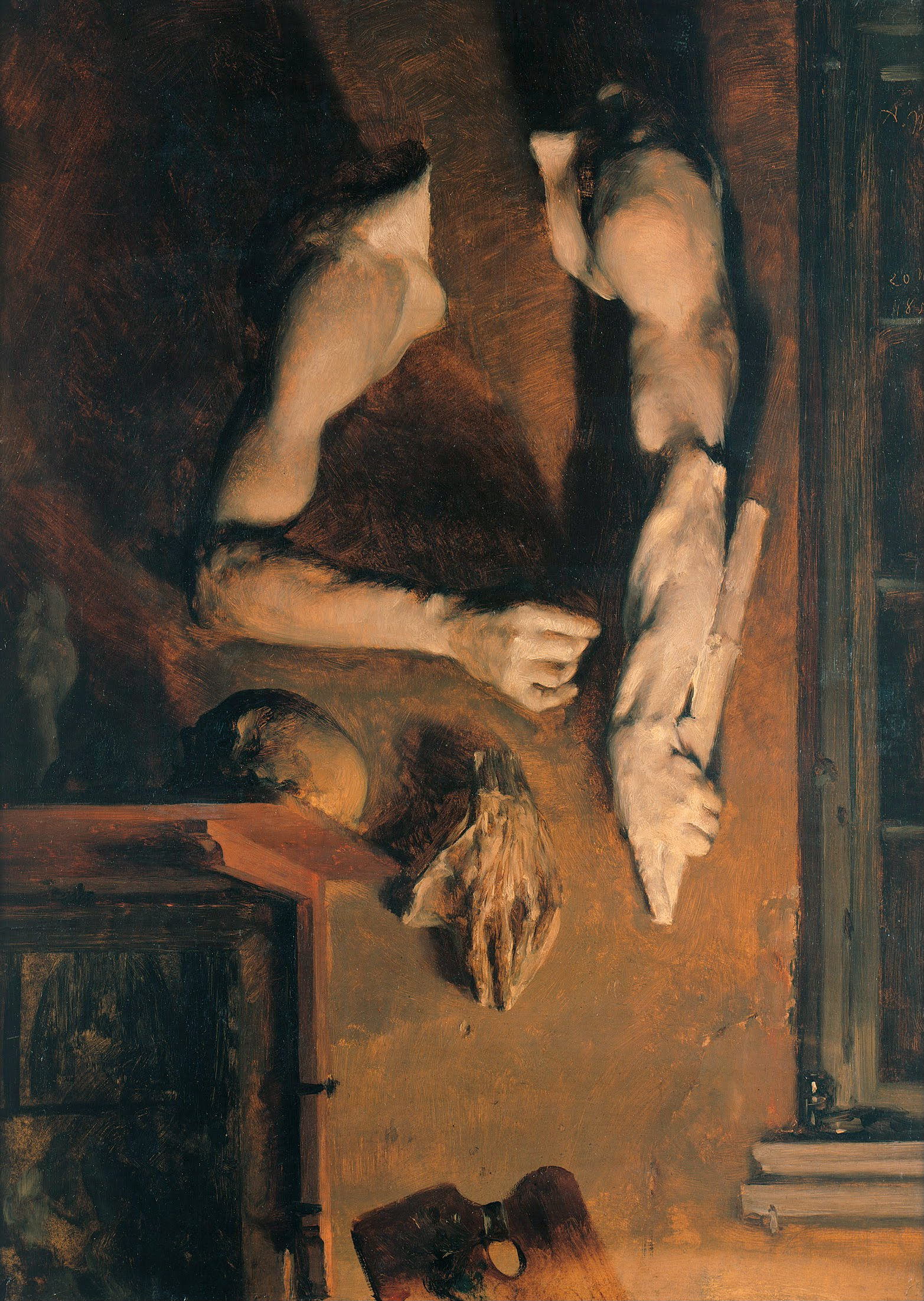
Mur de l'atelier (1852).
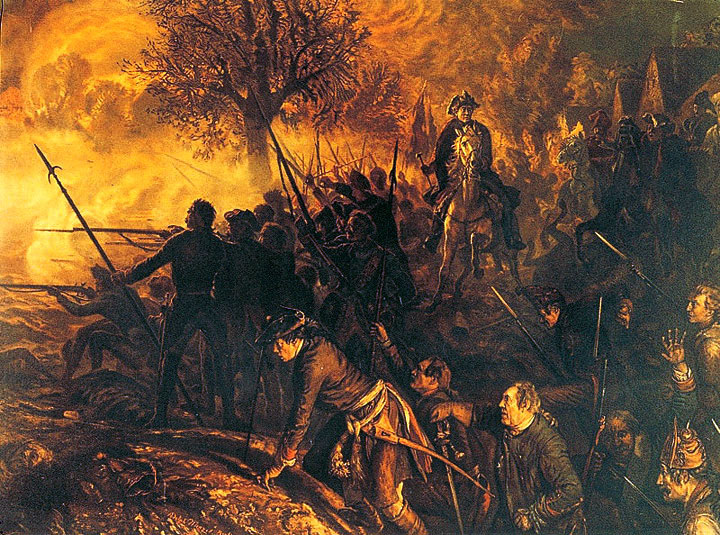
Frédéric et les siens à la bataille de Hochkirch (1856).
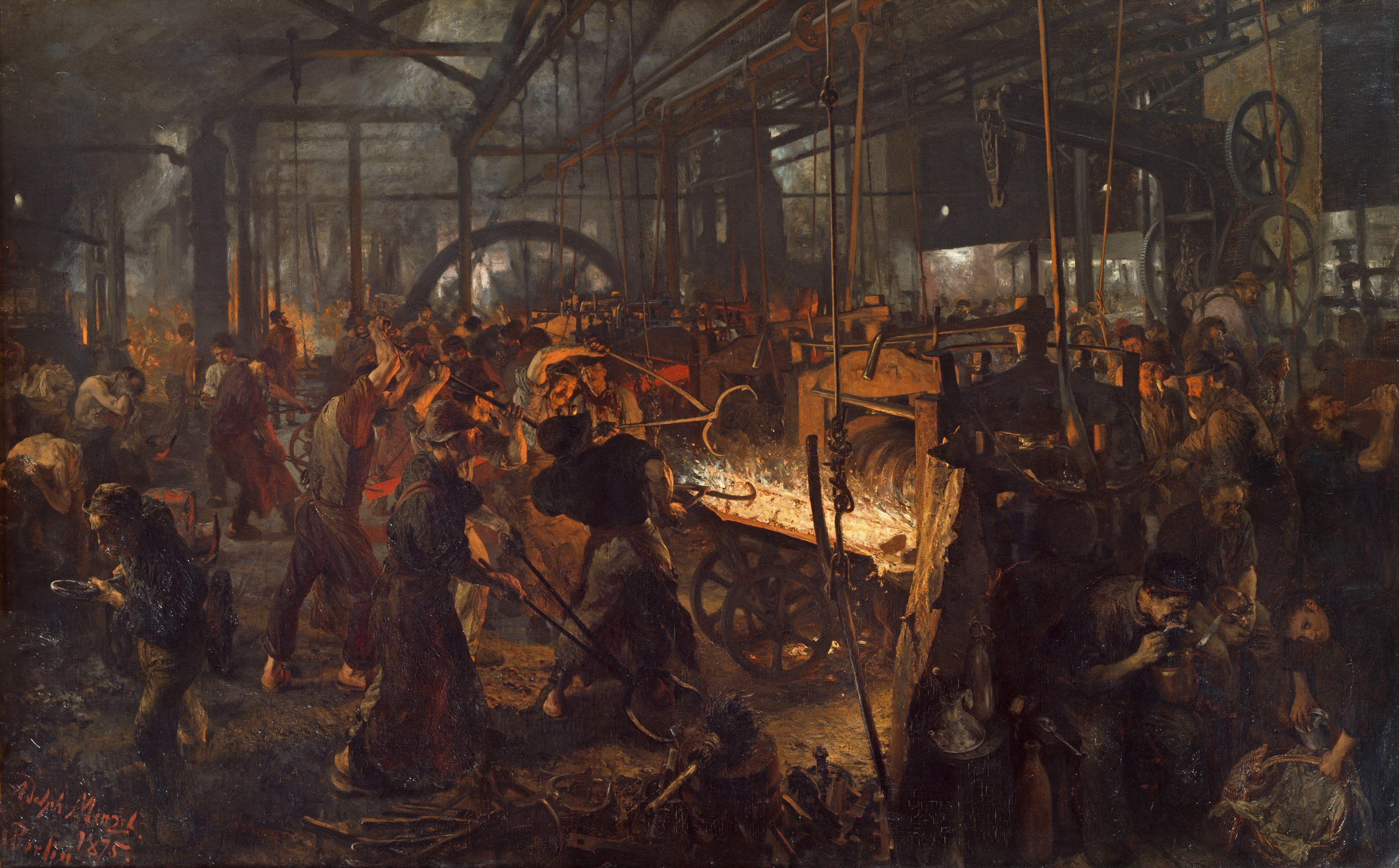
La Forge (1872–1875).